# Eryngium × rocheri
Eryngium × rocheri är en hybridart i släktet martornar och familjen flockblommiga växter.
Arten är en korsning mellan Eryngium campestre och Eryngium maritimum och förekommer i Frankrike. Den beskrevs av Paul Victor Fournier 1937.